# Gabriele Vogt
Gabriele Vogt (* 1972) ist eine deutsche Japanologin.

## Leben
Von 1992 bis 1998 studierte sie Japanologie, politische Wissenschaften und Soziologie an der Ludwig-Maximilians-Universität München als Stipendiatin der Studienstiftung des deutschen Volkes (1995–1998) und politische Wissenschaften an der Juristischen Fakultät der Universität Kyūshū als Stipendiatin des Monbusho (1995–1996). Es folgte der Abschluss als Magistra Artium in der Philosophischen Fakultät der LMU München (1998). Von 1998 bis 2002 absolvierte sie ein Promotionsstudium in Japanologie an der Universität Hamburg als Stipendiatin der Promotionsförderung der Studienstiftung des deutschen Volkes (1999–2002). Nach einem Forschungsaufenthalt als Stipendiatin am Deutschen Institut für Japanstudien (1999–2000) promovierte sie im Fachbereich Orientalistik in Hamburg (2002, magna cum laude). Von 2003 bis 2004 war sie Postdoktorandin am East Asia Program der Cornell University, gefördert von DAAD und Fritz Thyssen Stiftung und Postdoktorandin an der Juristischen Fakultät der Universität Ryūkyū, gefördert von JSPS (Herbst 2004). Von 2005 bis 2009 war sie wissenschaftliche Mitarbeiterin am Deutschen Institut für Japanstudien. Von 2009 bis 2019 war sie Professorin für Politik und Gesellschaft Japans im Asien-Afrika-Institut der Universität Hamburg. Seit 2019 hat sie den Lehrstuhl für Japanologie an der Ludwig-Maximilians-Universität München inne.
Ihre Forschungsschwerpunkte sind demografischer Wandel, Arbeitsmarkt und Zuwanderung, Japans Außen- und Sicherheitspolitik, Okinawa und Governance, politische Partizipation und soziale Bewegungen.

## Schriften (Auswahl)
- Die Renaissance der Friedensbewegung in Okinawa. Innen- und außenpolitische Dimensionen 1995–2000. München 2003, ISBN 3-89129-684-3.
- als Herausgeberin mit Annette Schad-Seifert: Deutschland in Japan. München 2005, ISBN 3-89129-380-1.
- als Herausgeberin mit Steffen Heinrich: Japan in der Ära Abe. Eine politikwissenschaftliche Analyse. München 2017, ISBN 3-86205-048-3.
- Population Aging and International Health-Caregiver Migration to Japan. Cham 2018, ISBN 3-319-68011-0.